# Сербия и Черногория
Се́рбия и Черного́рия, официально Госуда́рственный сою́з Сербии и Черногории (называемая неофициально также Малая Югославия), — конфедерация в Европе, в центральной части Балканского полуострова; союз двух государств — Сербии и Черногории, существовавший в 2003—2006 годах. Был образован в 2003 году как правопреемник существовавшей в 1992—2003 годах Союзной Республики Югославия.
14 марта 2002 года Сербия и Черногория, две из шести союзных республик бывшего федеративного государства Югославия (Социалистическая Федеративная Республика Югославия), пришли к соглашению о сотрудничестве только в некоторых политических областях (например, оборонительный союз и международное представительство). Каждое государство имело своё собственное законодательство и экономическую политику, а позже — валюту, таможню и другие государственные атрибуты. Союз официально не имел общей столицы — хотя большинство правительственных органов находилось в столице Сербии Белграде, некоторые были переведены в столицу Черногории Подгорицу.
Конституция союза была принята 4 февраля 2003 года, и каждое из государств имело право получить полную независимость в результате референдума.

## История
После образования Малой Югославии как федерации в составе Сербии и Черногории в 1992 году, ООН и многие отдельные страны (особенно США) отказывались признавать её правопреемником СФРЮ, хотя они и признавались как отдельные государства. Причиной этому были Югославские войны, которые препятствовали достижению соглашения о федеральном имуществе и задолженностях, в частности о национальном долге. После Бульдозерной революции Союзная Республика Югославия вступила в ООН в 2000 году как новый член, а не продолжатель Югославии-учредителя ООН.
В 2002 году, Сербия и Черногория пришли к новому соглашению относительно продолжения сотрудничества в рамках конфедеративного союза, которое, среди других изменений, обещало окончание использования имени «Югославия». 4 февраля 2003 года федеральный парламент провозгласил создание нового конфедеративного государства — Государственного Союза Сербии и Черногории.
По результатам референдума о независимости Черногории 21 мая 2006 года 55,5 % избирателей проголосовали за выход своего государства из союза. Поэтому 3 и 5 июня 2006 года Черногория и Сербия соответственно провозгласили независимость от Союза, что означало прекращение существования Государственного Союза Сербии и Черногории. Позднее обе страны разделили между собой общие имущество, армию и дипломатию бывшего конфедеративного государства.
Тем не менее на состоявшемся позднее в том же месяце групповом туре финального турнира чемпионата мира по футболу 2006 года страны всё ещё были представлены одной сборной командой Сербии и Черногории, ранее прошедшей отборочный турнир чемпионата.

## Политическое деление
- Сербия, столица Белград (также столица Сербии и Черногории)
  - автономный край Воеводина, столица Нови-Сад
  - автономный край Косово и Метохия, столица Приштина
- Черногория, столица Подгорица (также судебная столица Сербии и Черногории)

## Экономика
Неправильное управление экономикой, усиленное периодом экономических санкций, разрушение югославской инфраструктуры и индустрии в результате войны в Косово привели экономику страны к уровню половины того объёма, который она имела в 1990 году.
После выдачи бывшего президента Югославии Слободана Милошевича в октябре 2000 года, правительство коалиции Демократическая Оппозиция Сербии приняло стабилизирующие меры и начало агрессивную программу рыночных реформ. После восстановления членства в Международном Валютном Фонде в декабре 2000 года, Югославия продолжила процесс реинтеграции в международное сообщество присоединением ко Всемирному банку и Европейскому банку реконструкции и развития.
Южная сербская провинция Косово, которая технически являлась частью Сербии (согласно резолюции Совета Безопасности ООН 1244), двигалась в направлении местной автономии под эгидой Временной административной миссии ООН в Косово и зависела от финансовой и технической помощи международного сообщества.

## Культура

### Музыка
В 1994 году Сербия и Черногория подала заявку на участие в конкурсе песни Евровидение 1994, и даже выбрала представителя — Бориса Бизетича с песней «Ми Се Визамо Сваког Дана», но Европейский вещательный союз не принял заявку. Так было и в 1995 году, Европейский вещательный союз снова не принял заявку Сербии и Черногории. В 1996 году республика была дисквалифицирована. В 2003 году Европейский вещательный союз вновь не принял заявку республиканцев, и успешный дебют Сербии и Черногории состоялся только в 2004 году в Турции, где сербский певец Желько Йоксимович занял 2 место в финале конкурса. В 2005 году республика снова участвовала в конкурсе, где группа «No Name» заняла 7 место.